# تشانهاسين
تشانهاسين هي مدينة في مقاطعة كارفر وهينيبين في ولاية مينيسوتا، في الولايات المتحدة الأمريكية. وتقع على الجنوب الغربي من منيابولس. وبلغ عدد سكانها 20321 في تعداد عام 2000 ، ويبلغ عدد سكانها 2006 يقدر ب 23520.

## التركيبة السكانية
حدّد مكتب تعداد الولايات المتحدة بيانات التركيبة السكانية لتشانهاسين في تعداد الولايات المتحدة. في ما يلي، التركيبة السكانية حسب تعدادي 2000 و2010.

### تعداد عام 2000
بلغ عدد سكان تشانهاسين 20,321 نسمة بحسب تعداد عام 2000، وبلغ عدد الأسر 6,914 أسرة وعدد العائلات 5,524 عائلة مقيمة في المدينة. في حين سجلت الكثافة السكانية 343.8 نسمة لكل كيلومتر مربع (890.4/ميل2). وبلغ عدد الوحدات السكنية 7,013 وحدة بمتوسط كثافة قدره 118.7 لكل كيلومتر مربع (307.4/ميل2).
وتوزع التركيب العرقي للمدينة بنسبة 94.90% من البيض و0.75% من الأمريكيين الأفارقة و0.15% من الأمريكيين الأصليين و2.83% من الأمريكيين ذوي الأصول الآسيوية و0% من سكان جزر المحيط الهادئ و0.41% من الأعراق الأخرى و0.95% من عرقين مختلطين أو أكثر و1.98% من الهسبانيون أو اللاتينيون من أي عرق.
بلغ عدد الأسر 6,914 أسرة كانت نسبة 51.9% منها لديها أطفال تحت سن الثامنة عشر تعيش معهم، وبلغت نسبة الأزواج القاطنين مع بعضهم البعض 71.2% من أصل المجموع الكلي للأسر، ونسبة 6.2% من الأسر كان لديها معيلات من الإناث دون وجود شريك، بينما كانت نسبة 2.4% من الأسر لديها معيلون من الذكور دون وجود شريكة وكانت نسبة 20.1% من غير العائلات. تألفت نسبة 15.7% من أصل جميع الأسر من عدة أفراد يعيشون في نفس المنزل ونسبة 3% كانت تتألف من شخص يعيش بمفرده يبلغ من العمر 65 عاماً أو أكثر. وبلغ متوسط حجم الأسرة المعيشية 2.94، أما متوسط حجم العائلات فبلغ 3.33.
بلغ العمر الوسطي للسكان 34.2 عاماً. وكانت نسبة 34.6% من القاطنين تحت سن الثامنة عشر، وكانت نسبة 4.4% بين الثامنة عشر والرابعة والعشرين عاماً، ونسبة 36.9% كانت واقعةً في الفئة العمرية ما بين الخامسة والعشرين والرابعة والأربعين عاماً، ونسبة 19.5% كانت ما بين الخامسة والأربعين والرابعة والستين، ونسبة 4.5% كانت ضمن فئة الخامسة والستين عاماً فما فوق. يوجد لكل 100 أنثى 100.5 ذكر، ويوجد لكل 100 أنثى في الثامنة عشر من عمرها فما فوق 97.3 ذكر.
بلغ متوسط دخل الأسرة في المدينة 84,215 دولارًا، أما متوسط دخل العائلة فبلغ 93,092 دولارًا. وكان متوسط دخل الذكور 62,112 دولارًا مقابل 38,821 دولارًا للإناث. وسجل دخل الفرد الخاص بالمدينة 36,008 دولارًا. وكانت نسبة 1.4% من العائلات ونسبة 1.9% من السكان تحت خط الفقر، وكان من هؤلاء نسبة 2.5% تحت سن الثامنة عشر ونسبة 2.2% في الخامسة والستين من العمر وما فوق.

### تعداد عام 2010
بلغ عدد سكان تشانهاسين 22,952 نسمة بحسب تعداد عام 2010، وبلغ عدد الأسر 8,352 أسرة وعدد العائلات 6,257 عائلة مقيمة في المدينة. في حين سجلت الكثافة السكانية 388.4 نسمة لكل كيلومتر مربع (1,006.0/ميل2). وبلغ عدد الوحدات السكنية 8,679 وحدة بمتوسط كثافة قدره 146.9 لكل كيلومتر مربع (380.5/ميل2).
وتوزع التركيب العرقي للمدينة بنسبة 92.52% من البيض و1.11% من الأمريكيين الأفارقة و0.10% من الأمريكيين الأصليين و3.86% من الأمريكيين ذوي الأصول الآسيوية و0.01% من سكان جزر المحيط الهادئ و0.86% من الأعراق الأخرى و1.53% من عرقين مختلطين أو أكثر و2.29% من الهسبانيون أو اللاتينيون من أي عرق.
بلغ عدد الأسر 8,352 أسرة كانت نسبة 42.5% منها لديها أطفال تحت سن الثامنة عشر تعيش معهم، وبلغت نسبة الأزواج القاطنين مع بعضهم البعض 65.9% من أصل المجموع الكلي للأسر، ونسبة 6.4% من الأسر كان لديها معيلات من الإناث دون وجود شريك، بينما كانت نسبة 2.6% من الأسر لديها معيلون من الذكور دون وجود شريكة وكانت نسبة 25.1% من غير العائلات. تألفت نسبة 20.6% من أصل جميع الأسر من عدة أفراد يعيشون في نفس المنزل ونسبة 6.4% كانت تتألف من شخص يعيش بمفرده يبلغ من العمر 65 عاماً أو أكثر. وبلغ متوسط حجم الأسرة المعيشية 2.75، أما متوسط حجم العائلات فبلغ 3.23.
بلغ العمر الوسطي للسكان 39.3 عاماً. وكانت نسبة 30.2% من القاطنين تحت سن الثامنة عشر، وكانت نسبة 5.5% بين الثامنة عشر والرابعة والعشرين عاماً، ونسبة 24.4% كانت واقعةً في الفئة العمرية ما بين الخامسة والعشرين والرابعة والأربعين عاماً، ونسبة 32.2% كانت ما بين الخامسة والأربعين والرابعة والستين، ونسبة 7.7% كانت ضمن فئة الخامسة والستين عاماً فما فوق. وتوزع التركيب الجنسي للسكان بنسبة 49.1% ذكور و50.9% إناث.